# Hadromys yunnanensis
Hadromys yunnanensis là một loài động vật có vú trong họ Chuột, bộ Gặm nhấm. Loài này được Yang & Wang mô tả năm 1987.